# Germán Hernández Amores
Germán Hernández Amores – hiszpański malarz pochodzący z 
Murcji.
Malarstwa uczył się w Murcji u Santiago Baglietto, a później studiował na Królewskiej Akademii Sztuk Pięknych św. Ferdynanda w Madrycie, gdzie jego nauczycielami byli José i Federico Madrazo. W 1851 r. wyjechał na stypendium do Paryża, a w 1853 do Rzymu.
Interesował się tematyką literacką, mitologiczną i klasyczną. Dzieło Viaje de la Virgen y san Juan a Éfeso ujawnia wpływ Nazareńczyków.

## Wybrane dzieła
- Medea con sus hijos muertos
- Viaje de la Virgen y san Juan a Éfeso
- Esclava de guerra
- Una ofrenda a Pericles
- Sócrates reprendiendo a Alcibíades
- Combate de Eros y Antheros
- Don Pedro I de Castilla
- Fernando III el Santo, de medio cuerpo
- Figuras femeninas en un paisaje